# Agence spatiale
Une agence spatiale est un organisme national ou supranational chargé de coordonner tout ou partie de l'activité spatiale d'un pays ou d'un groupe de pays ayant décidé de mutualiser certaines de leurs activités spatiales. 

## Historique
Le développement de l'activité spatiale est dans les années 1950 pris en charge par les institutions militaires car elle résulte directement de la mise au point des missiles balistiques. En 1958, le gouvernement américain décide de créer la première agence spatiale, la NASA, à qui sont confiées  toutes les activités spatiales répondant à des fins civiles. L'objectif est d'améliorer l'efficacité des projets dont la responsabilité est jusque-là dispersée  entre plusieurs acteurs (Armée de l'Air, Armée de Terre, Marine de guerre, instituts de recherche), afin de  rattraper le retard pris sur l'Union soviétique mais également de développer les applications potentielles techniques ou scientifiques.
Alors qu'en URSS, l'autre grande puissance spatiale de l'époque, les militaires restent aux commandes, la France crée à son tour en 1961 une agence spatiale dédiée, le Centre national d'études spatiales (CNES), qui va se consacrer d'abord au développement du premier lanceur français. En 1964, le Japon crée une première agence, l'ISAS, dont l'activité est uniquement scientifique. Une deuxième agence nationale, la NASDA est créée en 1969 pour les applications spatiales. Chacune développe ses propres lanceurs avant leur fusion en 1993 au sein de la JAXA. L'Inde crée son agence spatiale, l'ISRO, en 1965,. Dans les années 1960, les pays européens les plus en pointe consacrent un budget relativement modique à l'espace en comparaison des États-Unis et de l'Union soviétique. Ils décident de créer deux agences supranationales d'une part pour les missions scientifiques (ESRO), d'autre part pour le développement d'un lanceur et de satellites d'application (ELDO). Ces structures sont finalement regroupées en 1973 dans l'Agence spatiale européenne (ESA). 
Au fur et à mesure du développement de l'activité spatiale, les agences spatiales se sont désengagées des activités devenues suffisamment matures pour être confiées à des structures plus spécialisées ou au secteur privé : télécommunications spatiales, météorologie spatiale, observation de la Terre, etc.

## Rôle des agences spatiales
L'implication des agences spatiales est très variable. Elles peuvent être des structures très légères chargées uniquement d'assurer la cohérence de la politique spatiale en sélectionnant les projets et en assurant le suivi de leur réalisation ou, comme dans le cas du CNES et de la NASA, être fortement impliqués dans la recherche, la conception et la réalisation des lanceurs et des satellites. Les agences spatiales ont souvent également en charge la recherche dans le domaine aéronautique : NASA, DLR en Allemagne, JAXA au Japon. Ce n'est pas le cas en France où cette recherche est confiée à l'Onera.